# Pontos extremos da Polónia

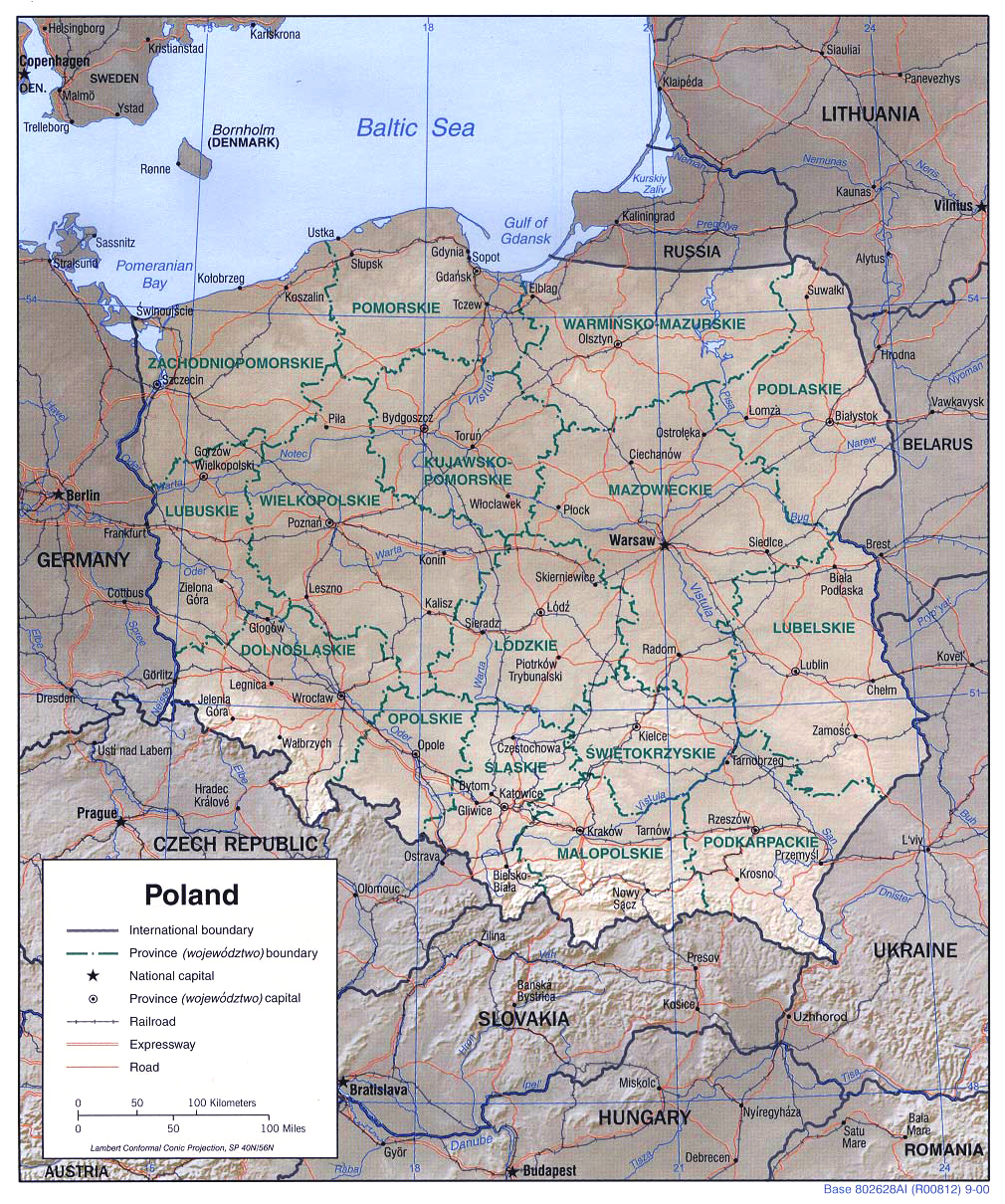
Mapa detalhado da Polónia.

Lista dos pontos extremos da Polónia, com os locais mais a norte, sul, leste e oeste e, também, o ponto mais alto e o mais baixo.

## Latitude e longitude
- Ponto mais setentrional: uma praia em Jastrzębia Góra, pertencente à cidade de Władysławowo, Voivodia da Pomerânia (54° 50′ N, 18° 04′ L)
- Ponto mais meridional: cume de Wołosate,  próximo do monte Opołonek, montanhas de Beskides, Voivodia da Subcarpácia (49° 04′ N, 22° 40′ L)
- Ponto mais ocidental: Rio Oder, próximo de Osinów Dolny, Voivodia da Pomerânia Ocidental (52° 50′ N, 14° 07′ L)
- Ponto mais oriental: Rio Bug Ocidental, próximo de Zosin, Voivodia de Lublin (50° 51′ N, 24° 09′ L)

## Altitude
- Ponto mais alto: monte Rysy, montanhas do Alto Tatra, Voivodia da Pequena Polónia (2499 m é o seu pico mais alto localizado na Polónia; enquanto que o pico mais alto desta cadeia de montanhas fica a 2554 m, localizado na Eslováquia)
- Ponto mais baixo: Raczki Elbląskie, na Lagoa do Vístula, Voivodia da Pomerânia (-1.8 m)
- Ponto central: um ponto na aldeia de Piątek, Voivodia de Łódź,  reivindica ser o "centro geométrico" (não o exacto centro geográfico) da Polónia.